# Октябрьский (Белоярский муниципальный округ)
Октябрьский — посёлок в Белоярском районе Свердловской области России. Входит в Белоярский муниципальный округ.
Ранее посёлок входил в состав Кочнёвского сельсовета Белоярского района.

## География
Посёлок Октябрьский расположен на левом берегу реки Белой (притока Каменки), в 12 километрах к юго-востоку от посёлка Белоярского.
В посёлке Октябрьском шесть улиц: Бажова, Гагарина, Молодёжная, Советская, Строителей и Чапаева.

### Часовой пояс
Октябрьский, как и вся Свердловская область, находится в часовой зоне МСК+2. Смещение применяемого времени относительно UTC составляет +5:00.

## Население
| 2002 | 2010 | 2021 |
| ---- | ---- | ---- |
| 407  | ↗505 | ↘343 |